# استپنویه (شهرستان رودینسکی، سرزمین آلتای)
استپنویه (به لاتین: Stepnoye) یک منطقهٔ مسکونی در روسیه است که در سرزمین آلتای واقع شده‌است.